# Kratersjö

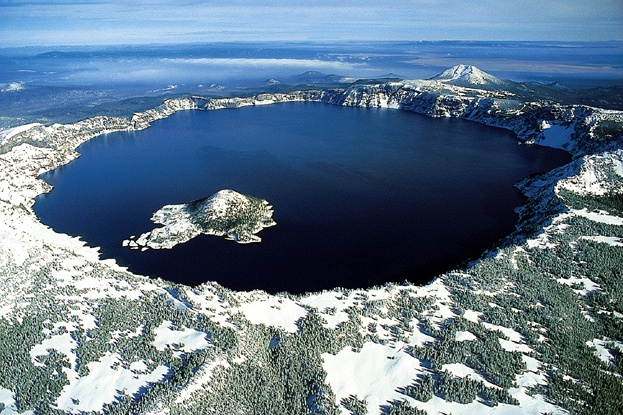
Crater Lake i Oregon, USA.

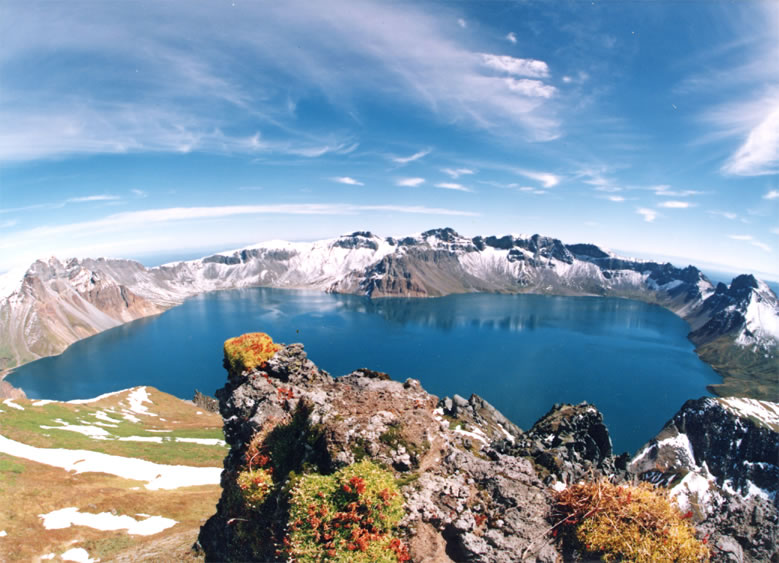
Chonji (Chonji/Tianchi), Nordkorea/Kina

En kratersjö är en sjö som bildats i en vulkans kaldera eller krater sedan vulkanen varit inaktiv under en tid eller i en nedslagskrater efter en meteorit.
En kratersjö skapad av en vulkan kallas även vulkansjö, dessa utgörs ofta av grundvatten,de kan ha surt vatten och om vulkanen inte är helt utslocknad kan även geotermiska aktiviteter förekomma.
Kratersjöar som orsakats av utomjordiska projektiler är i allmänhet mer regelbundna än vulkaniska kratersjöar och har i allmänhet rent vatten.[källa behövs]